# 복장 규정

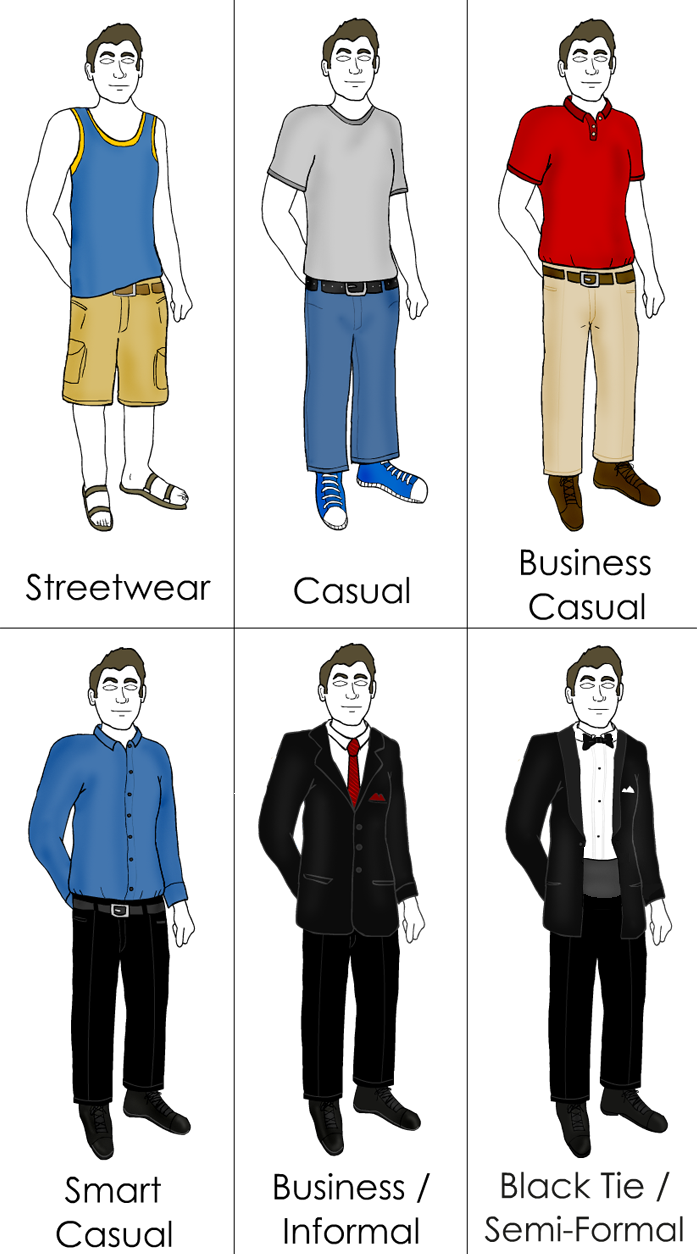
서양의 남성 드레스 코드.

복장 규정(服裝規程) 또는 드레스 코드(영어: dress code)는 사회의 다양한 장소와 기회, 또한 행사나 오락, 파티 등의 장면에서 당연히 그 장면에서 마땅하게 입어야 할 복장을 말한다. 주위에 대한 배려에서 비롯된 에티켓이다.

## 같이 보기
- 코스튬
- 비언어적 의사소통
- 하위문화
- 제복
- 작업복